# Yves Jaouen
Pour les articles homonymes, voir Jaouen.
Yves Jaouen, né le 30 décembre 1900 au Relecq-Kerhuon et décédé le 13 décembre 1976 à Plougastel-Daoulas, est un homme politique et écrivain français.

## Biographie
Il est sénateur du Finistère de 1946 à 1959.
Il est également maire de Brest, du 9 mai 1953 au 15 février 1954, puis du 22 mai 1954 au 2 décembre 1958.

## Écrits
Il a écrit plusieurs livres :
- La défense passive guerre 39-45
- Brest et sa région : Renaissance et avenir de Brest

## Hommages
À Brest, une rue et un jardin portent son nom : la rue Yves Jaouen et le jardin Yves Jaouen.